# Mens, durf te leven

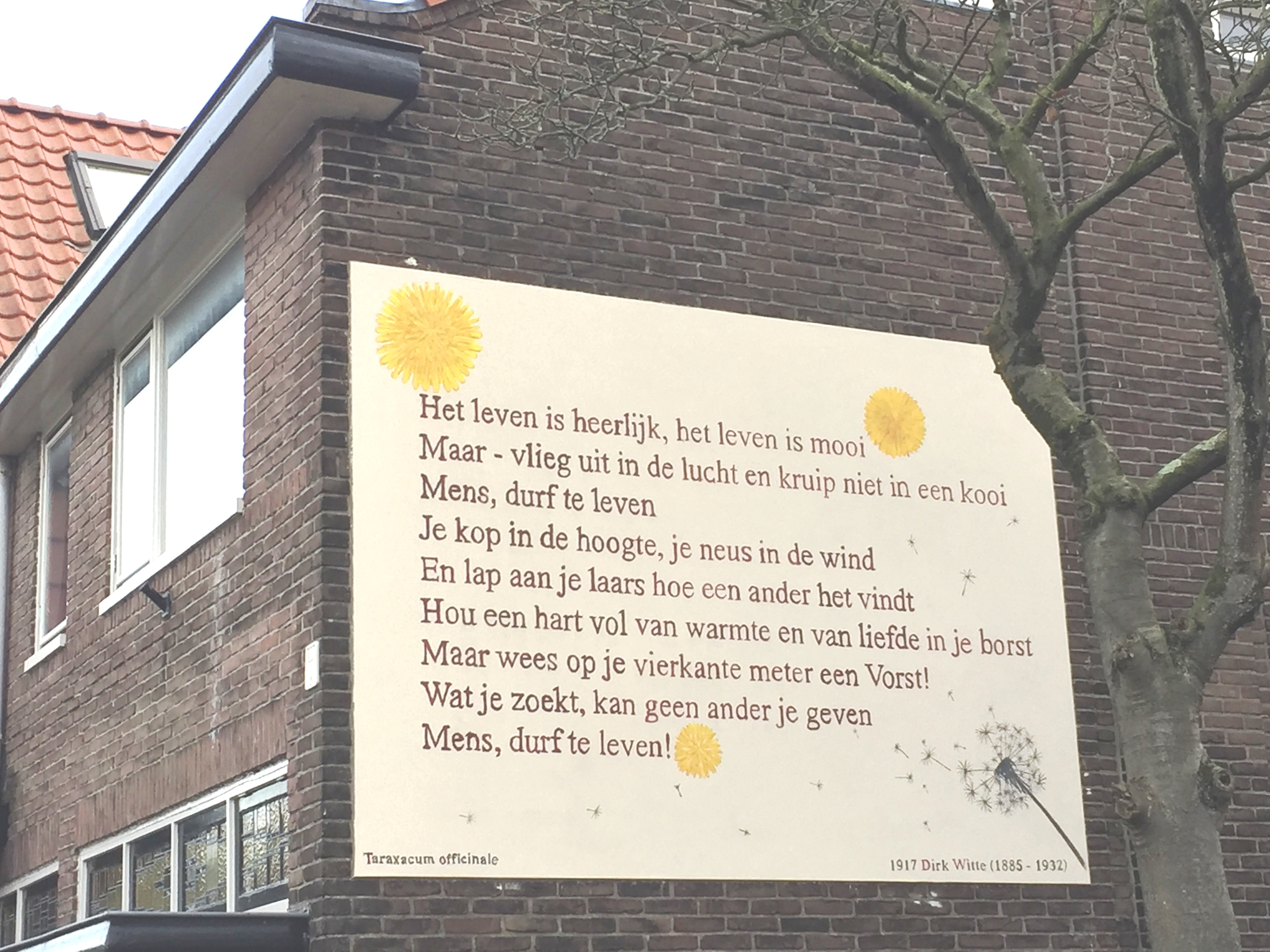
Mens, durf te leven! op een muur in Leiden

Mens, durf te leven (Mensch, durf te leven) is een Nederlandstalig lied uit 1917 geschreven door Dirk Witte en uitgevoerd door Jean-Louis Pisuisse. Tegenwoordig is het een van de klassiekers uit de Nederlandstalige muziek. De melodie van het lied is afgeleid van ‘Frühling’ uit de 6 Poolse liederen van Franz Liszt.

## Inhoud
Het lied spoort mensen aan om meer van het leven te genieten en zich daar niet zoveel vragen bij te stellen; en het roept ook op niet altijd de geijkte paden te volgen, zich niet slaafs aan te passen bij de meerderheid. Thematisch gezien zet de tekst zich af tegen de destijds nog zo invloedrijke sociale controle, en tegen de aanvaarding van de autoritaire moraal.
De laatste strofe van het lied is exemplarisch:

Het leven is heerlijk, het leven is mooi

maar vlieg uit in de lucht, en kruip niet in een kooi

mensch, durf te leven!

Je kop in de hoogte, je neus in de wind

en lap aan je laars hoe een ander het vindt.

Hou een hart vol van warmte en van liefde in je borst

maar wees op je vierkante meter een vorst,

wat je zoekt kan geen ander je geven:

mensch, durf te leven!

## Uitvoeringen
Het lied is sinds de oorspronkelijke uitvoering opnieuw vertolkt door verscheidene artiesten, waaronder Willy Alberti, Ramses Shaffy, Willem Nijholt, The Amazing Stroopwafels, Jenny Arean, Huub van der Lubbe, Boris van der Ham, Alex Klaasen en Wende Snijders. Ook zanger Tim Knol maakte in 2013 een eigen versie van het lied. Deze kwam voor in een commercial van ING en verscheen op het verzamelalbum Leef!, dat een hommage was aan Ramses Shaffy.